# غريس ماكلولين
غريس ماكلولين (بالإنجليزية: Grace McLaughlin)‏ هي لاعبة جمباز فني أمريكية، ولدت في 5 سبتمبر 1995 في كاليفورنيا في الولايات المتحدة.

## وصلات خارجية
- غريس ماكلولين على موقع الاتحاد الأمريكي للجمباز (الإنجليزية)